# گیفان بالا
روستای گیفان یا گیفان بالا روستایی است مرزی در دهستان گیفان واقع در شهرستان بجنورد استان خراسان شمالی ایران. گیفان قدیمی‌ترین روستای تات‌نشین منطقه است.